# Шуляків
Шуляків, Шулаїв — острів на річці Дніпро. Був розташований у ряді з Піскуватим островом, ближче до правого берега Дніпра, нижче гирла річки Вороної і супроти правобережної балки Тягинки.
Проти Шулякового острова, на правому березі Дніпра, витикається невеличка слобідка Олексіївка.
Він має 530 метри завдовжки й 108 метри завширшки. Загальною площею 5,5 га.
Складено з піску та з каменю.
На ньому був колись хороший дубовий ліс, але за часів Дмитра Яворницького тільки дубові кущі.
Є рештки якоїсь стінки з дикого каменю на глині.
Тут жив колись запорізький рибалка Шуляк.